# Рюсей Йокогама
Рюсей Йокогама (яп. 横浜 流星, Yokohama Ryūsei, нар. 16 вересня 1996, Йокогама, префектура Канаґава, Японія) — японський актор, модель і колишній співак. Найбільшу популярність здобув завдяки ролі Кьохея Юрі в теледрамі A Story to Read When You First Fall in Love (2019), а також ролі Хікарі Нономури (ТоКю 4-го) в серіалі Ressha Sentai ToQger (2014).

## Ранні роки та освіта
Рюсей Йокогама народився 16 вересня 1996 року в місті Йокогама, префектура Канаґава, Японія. У березні 2015 року завершив навчання на курсі чоловічого моделювання.

### Кар'єра
Йокогама був відкритий скаутом агентства талантів у шостому класі під час поїздки до токійського району Харадзюку разом із родиною. Згодом підписав контракт із агентством Stardust Promotion і став учасником творчої групи Ebidan, яку також продюсує це агентство. Свою кар'єру розпочав із участі в рекламі Eiko Seminar, а потім здобув перемогу в кастингу на роль моделі для журналу Nikopuchi. У тому ж році дебютував у серіалі Kamen Rider Fourze. Першу популярність йому принесла роль у Ressha Sentai ToQger (2014), після чого він почав зніматися в романтичних драмах та художніх фільмах.
Серед найвідоміших робіт — ролі у серіалах Your Turn to Kill (2019), Cursed in Love (2020), The Journalist (2022), а також головні ролі в повнометражних фільмах Your Eyes Tell (2020), Usogui (2022), The Village (2023) та Faceless (2024).

### Інші заняття
Йокогама професійно займається кіокушин карате. У 2011 році здобув перемогу на 7-му Міжнародному юнацькому турнірі з карате у віковій категорії 13–14 років (до 55 кг).

## Фільмографія

### Повнометражні фільми
- Wolf Girl and Black Prince (2016) — Такеру Хібія
- Aiuta: My Promise to Nakuhito (2019) — Тору Номія
- L-DK: Two Loves, Under One Roof (2019) — Рео Кугаяма
- Go Away, Ultramarine (2019) — Нанакуса
- Your Eyes Tell (2020) — Руї Шінодзакі
- Your Turn to Kill: The Movie (2021) — Шинобу Нікаідо
- DIVOC-12 (2021)
- Usogui: Lie Eater (2022) — Баку Мадараме
- Wandering (2022) — Рьо Накане
- Akira and Akira (2022) — Акіра Кайдо
- The Lines That Define Me (2022) — Сосуке Аояма
- The Village (2023) — Ю Катаяма
- One Last Bloom (2023) — Шоґо Курокі
- The Parades (2024) — Шьорі
- Faceless (2024) — Кабураґі
- National Treasure (2025) — Шунсуке Оґакі
- Unreachable (2025) — Тенма

### Телесеріали
- Kamen Rider Fourze (2011) — епізодична роль
- Real Onigokko: The Origin (2013) — регулярна участь
- Ressha Sentai ToQger (2014) — Хікарі / ТоКю 4-й
- A Story to Read When You First Fall in Love (2019) — Кьохей Юрі
- Your Turn to Kill (2019) — Шинобу Нікаідо
- Marigold in 4 Minutes (2019) — Ай Ханамакі
- Panda Judges the World (2020) — Наокі Морісіма
- Cursed in Love (2020) — Цубакі Такацукі
- Why I Dress Up for Love (2021) — Шун Фудзіно
- The Journalist (2022) — Рьо Кіношита
- DCU: Deep Crime Unit (2022) — Камой

### Театр
- Bokura no Erai Hito! (2013)
- Ebidan The Live (2015—2017)

## Нагороди та відзнаки
- Japan Academy Prize (2020) — Новий актор року (Aiuta)
- Elan d'Or Awards (2020) — Нове обличчя
- Nikkan Sports Drama Grand Prix (2019) — Найкращий актор другого плану (Your Turn to Kill)[1]
- Television Drama Academy Awards (2021) — Найкращий актор (Cursed in Love)
- Asian Film Awards (2023) — номінація на найкращого актора (The Village)